# Discestra albifusca
Discestra albifusca là một loài bướm đêm trong họ Noctuidae.